# القوات المسلحة الليبية
القوات المسلحة الليبية هي الجهاز العسكري المسؤول عن خدمة ليبيا، وهيَ تنقسم إلى ثلاث فروع رئيسية: القوات البرية الليبية والقوات الجوية الليبية والقوات البحرية الليبية.

## القيادة

### بعد ثورة 17 فبراير
- وزير الدفاع (2011 - 2013): أسامة الجويلي
- رئيس الأركان (2012 - 2013): يوسف المنقوش
- وزير الدفاع (2011 - 2013): محمد البرغثي
- وزير الدفاع (2013 - 2013): عبد الله الثني
- رئيس الأركان (2012 - 2014): عبد السلام جادالله
- رئيس الأركان (2014 - الآن ): عبد الرزاق الناظوري

## الإحصاءات التاريخية
نمت صفوف القوات المُسلحة الليبية عبر الزمن إلى حد كبير، وقد نمى كذلك الإنفاق عليها. ففي عام 1995 بلغ إجمالي عدد جنود القوات المسلحة 65 ألفاً، منهم 53,9% يَنتمون للجيش و33,8% لسلاح الجو و12,3% للبحرية. ثم في عام 2000 تضخمت القوات ووصل عدد جنودها إلى ما يُقدر بحوالي 76 ألف، منهم 59,2% يَنتمون للجيش و30,3% لسلاح الجو و10,5% للبحرية. وفي ما يَلي جدول بمعدل الإنفاق السنوي على القوات المسلحة الليبية بين عامي 1994 و2001:
| السنة | التقدير المالي | النسبة من ن.و.إ | المرجع |
| ----- | -------------- | --------------- | ------ |
| 1994  |                | 4,3%            | [ 1 ]  |
| 1995  |                | 6,1%            | [ 2 ]  |
| 1996  | 1,3 مليار      |                 | [ 3 ]  |
| 1997  | 1,3 مليار      |                 | [ 3 ]  |
| 1998  | 1,5 مليار      |                 | [ 3 ]  |
| 1999  | 1,3 مليار      |                 | [ 3 ]  |
| 2000  | 1,2 مليار      |                 | [ 3 ]  |
| 2001  | 1,2 مليار      |                 | [ 3 ]  |

## أقسام القوات المسلحة

### البرية
الجماهيرية الجيش الوطني هو القوة المسلحة الوطنية في ليبيا، التي تضم جيشا الأرض، قوة جوية وبحرية. يجري حاليا إعادة تأسيس من قبل الحكومة الليبية، وهزم الجيش الوطني الليبي السابق في الحرب الأهلية الليبية 2011 والذي تم حله.

### البحرية
البحرية الليبية هي القوة البحرية في ليبيا، التي أنشئت في نوفمبر 1962. وهو البحرية صغيرة نموذجية إلى حد ما مع عدد قليل من الفرقاطات الصاروخية، طرادات وزوارق دورية للدفاع عن الساحل، ولكن مع القدرة على الدفاع عن النفس محدودة جدا. وكانت القوات البحرية دائما الأصغر بين مثيلاتها في القوات المسلحة الليبية وكانت دائما تعتمد على المصادر الأجنبية للمعدات وقطع الغيار، والتدريب.

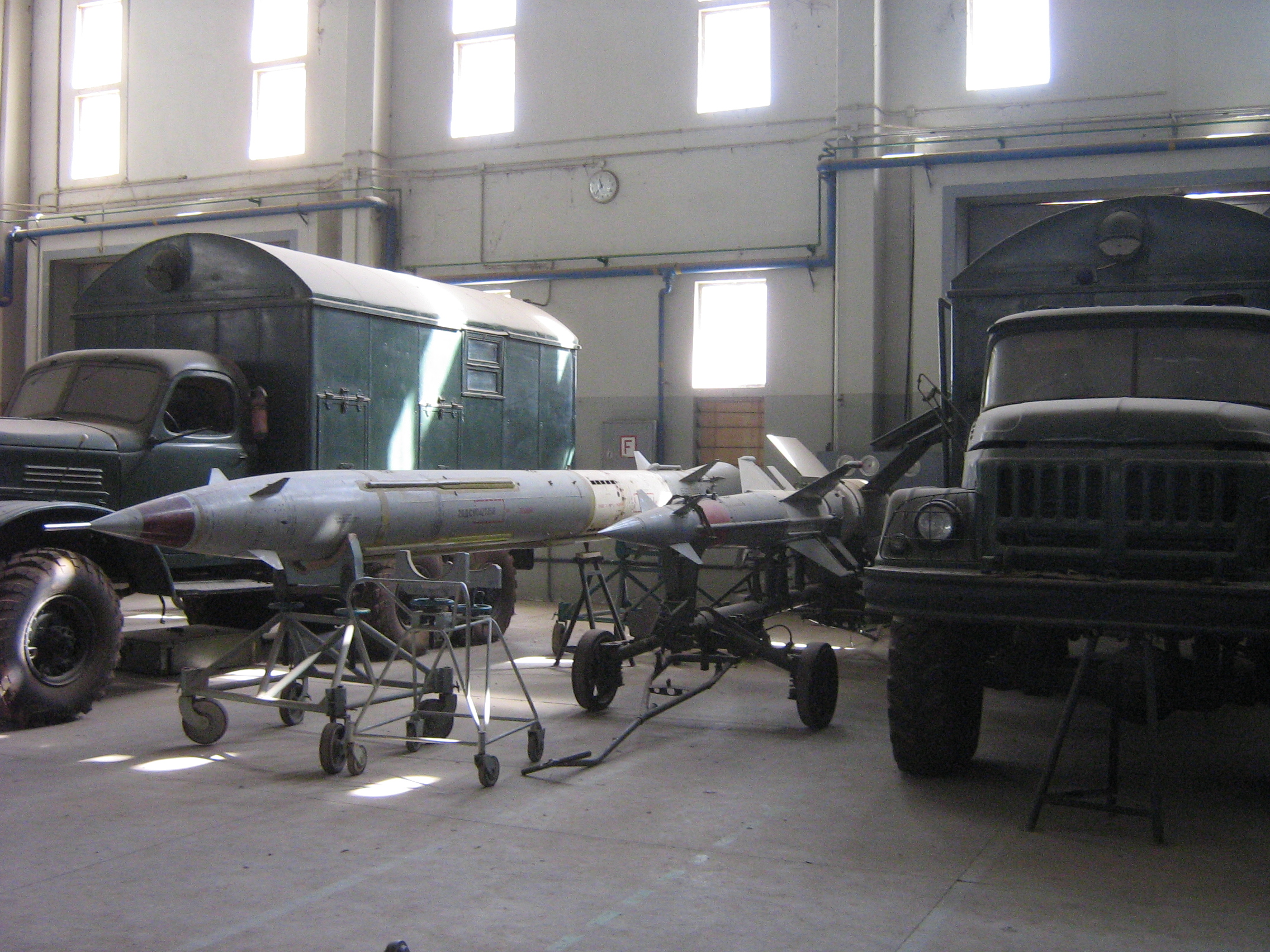
صاروخ الدفاع الجوي الليبي ، ألتقطت الصورة عام 2008

### سلاح الجو
سلاح الجو الليبي هو فرع من فروع الجيش الليبي المسؤولة عن الحرب الجوية. في عام 2010، قبل الحرب الأهلية الليبية 2011، قدرت قوة العاملين بسلاح الجو الليبي بـ 18،000 فرد، مع عدد 374 طائرة قتالية قادرة تعمل من 13 قاعدة جوية عسكرية في ليبيا.
تأسست القوة الجوية الأولى باسم القوة الجوية الليبية الملكية في عام 1951 كانت مجهزة أصلا مع عدد قليل من وسائل النقل والمدربين: دوغلاس C-47S وشركة لوكهيد T-33S. ومع ذلك، تم تسليم المقاتلين F-5 التحرر من عام 1967. وفي عام 1970 غيرت اسمها إلى سلاح الجو الجمهوري العربي الليبي. بعد مغادرة القوات الأمريكية ليبيا في عام 1970، أصبح مطار ويلوس قاعدة جوية، وهو المرفق الأمريكي السابق حوالي 11 كيلومترا (6.8 ميل) شرقي طرابلس، تثبيت LAR سلاح الجو وتمت إعادة تسمية اقاعدة الجوية باسم عقبة بن نافع أو (قاعدة معيتيقة). يضم قاعدة مقر LEAF وحصة كبيرة من المرافق الرئيسية في التدريب. في الفترة من 1970 تمت تطويرات واسعة لسلاح الجو الليبي، مع عدد كبير من الخبراء من الاتحاد السوفيتي وبعض الطائرات المقاتلة الفرنسية التي تم شراؤها.